# Coronel Pringles
Coronel Pringles é uma cidade e capital do município homónimo no sul da Província de Buenos Aires, Argentina.
O município de Coronel Pringles foi criado em 1882 pelo governo da Província de Buenos Aires que dividiu o território de Tres Arroyos nos municípios de Coronel Suárez, Tres Arroyos e Coronel Pringles. O último, e sua principal cidade, foram nomeados após Coronel Juan Pascual Pringles, um membro do regimento de granadeiros de General San Martín 's exército que lutou nas guerras de independência contra os espanhóis.
Localizado a uma distância de 120 km de Bahía Blanca e 518 km de Buenos Aires, Pringles hoje tem uma população de cerca de 23,794 habitantes (2001) e suas principais atividades econômicas estão relacionadas à agricultura e ovelhas e criação de gado. Ao mesmo tempo, houve um grande sinal em uma das principais estradas em Pringles que lêem "Bienvenidos a C. Pringles Capital de Los Lanares", que em Português significa "Bem-vindo ao C. Pringles, Capital Lã", em reconhecimento à importância do gado ovino na área circundante naquele momento.

## História
- 1882: O município de Pringles Coronel foi criado em 10 de Julho e da cidade em 24 de setembro.
- 1890: O primeiro grande, Felipe S. Medina, foi eleito.
- 1900: A igreja de Santa Rosa de Lima foi inaugurada pelo bispo de La Plata, Monsenhor Mariano Espinosa, em 14 de janeiro. A cidade foi ligada por telégrafo ao resto da província.
- 1903: Abertura, em 15 de julho, da linha de bitola larga através Pringles Coronel, ligando Olavarría e Bahía Blanca, e construído pela empresa de propriedade britânica Gran Ferrocarril Sur. Esta empresa foi mais tarde a tornar-se parte de Ferrocarril General Roca após as ferrovias foram nacionalizadas em 1948.
- 1905: A agência do Banco Nacional da Argentina (Banco de la Nación Argentina) foi aberto.
- 1908: Construção do assento 600 Teatro Espanhol (Teatro Espanol) foi concluída.
- 1910: Em 1 de Janeiro de Coronel Suárez para Puerto Belgrano seção da linha de bitola larga através de Pringles, construído pela empresa francesa de propriedade Ferrocarril Rosario y Puerto Belgrano foi aberto. A seção ligando Pringles para Rosário foi aberta no final daquele ano, em 15 de dezembro. Esta empresa ferroviária mais tarde se tornou parte de Ferrocarril Geral Bartolomé Mitre após as ferrovias foram nacionalizadas em 1948.
- 1912: casa das crianças (Hogar del Niño) foi aberto.
- 1914: A poetisa Almafuerte visitou Pringles e deu uma palestra no Teatro Espanhol (Teatro Espanol).
- 1915: O jornal El Orden foi fundada em outubro.
- 1916: O Clube Leandro N. Alem foi fundada.
- 1919: A agência do Banco Provincial de Buenos Aires (Banco de la Provincia de Buenos Aires) foi aberto.
- 1928: O Banco Pringles (Banco de Pringles) foi fundada.
- 1930: as transmissões de televisão recebeu pela primeira vez.
- 1932: Pringles Biblioteca Pública (Pringles Biblioteca Popular) foi aberto.
- 1933: O cantor de tango famoso, Carlos Gardel, deu um concerto no Teatro Espanhol (Teatro Espanol) em 18 de Maio, acompanhado pelos seus guitarristas Pottorossi Horacio, Guillermo Barbieri, Domingo Riverol e Julio Vivas. Barbieri e Riverol morreu junto com Gardel em um acidente de avião dois anos depois.
- 1934: Coronel Pringles declarada uma cidade.
- 1938: Edifício da Câmara Municipal (Palácio Municipal), Matadouro Municipal (El Matadero Municipal), a praça principal (La Plaza) e The Avenue (Las Ramblas), foram concluídas sob a direção do arquiteto Francisco Salamone.
- 1938: A Sociedade Rural (La Sociedad Rural) foi fundada.
- 1941: O Clube de Vôo (Aeroclube) e da Cooperativa de Energia Elétrica (La Cooperativa Electrica) foram fundadas. A filial local da [Club [Rotary]] foi fundada sob a presidência de Julian Castro Olivera
- 1944: O Lar dos Velhinhos (El Hogar de Ancianos) foi aberto.
- 1948: El Fogon de los Gaúchos fundada.
- 1950: O Serviço de Bombeiros Voluntário (El cuerpo de Bombeiros Voluntários) foi criado.
- 1956: El Club de Pesca y Deporte Sociais foi fundada.
- 1965: A Lions Club (Club de Leones) foi fundada sob a presidência de Augusto Mariani
- 1966: Aliança Francesa foi criada.
- 1968: A filial local do jornal La Nueva Provincia aberto.
- 1981: A Cidade Cultural Museum (La Casa de Cultura y Museo de la Ciudad) aberto.
- 1982: Uma árvore acácia foi plantada pelo escritor Jorge Luis Borges no Jardim das Árvores históricos (Patio de Los Arboles Históricos) da Casa de la Cultura em 12 de Setembro para comemorar o centenário da fundação da Pringles em 1882.

## Prefeitos (intendentes) de Coronel Pringles
- 1882 Juan Pablo Cabrera
- 1885 José Ciriaco Gómez
- 1886 M. Solano Larguía
- 1888 Jorge A. Stegmann
- 1888 Vicente F. Pereyra
- 1888 Crispín Palavecino
- 1889 Florencio Gutiérrez
- 1890 Felipe S. Medina,
- 1893 Miguel Collins,
- 1894 Julio Dupont,
- 1894 Jorge A. Stegmann,
- 1895 Julio Dupont,
- 1897 Felipe Medina,
- 1899 Juan P. Cabrera,
- 1900 Pedro Arrascaete
- 1906 Pedro Arrascaete
- 1907 Manuel Gascon
- 1910 Pablo Palacios L.
- 1911 Eugenio E. Clayrian,
- 1916 Alfredo Riat,
- 1917 Victor Aguilar
- 1917 Enrique Geddes
- 1918 Casimo Peralta,
- 1919 Enrique G. Geddes,
- 1922 Julian Miganne,
- 1924 Luis L. Etchecopar,
- 1926 Francisco Estevarena
- 1928 Manuel B. Cabrera,
- 1928 Cecilio Leoz,
- 1930 Pablo Ibarrondo
- 1930 Rodolfo Serigos
- 1931 Enrique Riat
- 1931 Juan V. Boulocq
- 1932 Santiago Bertolotto
- 1936 J. Américo Barberio
- 1938 Martín S. Vidondo
- 1939 Martín Carri
- 1940 Alberto Obejero,
- 1941 T. Rodolfo Riat,
- 1942 Domingo Mendez,
- 1944 Agustin Ibarborde
- 1944 Carlos A. Berheil
- 1944 D. Américo Ripamonti
- 1945 Gregorio Díaz Vega
- 1945 Greorio Cejas
- 1946 Frederico von Wernich
- 1947 Dr Antonio Scavuzzo,
- 1955 Gregorio Díaz Vega,
- 1958 José I. Uthurralt,
- 1962 Hector A. Larceri
- 1964 Arturo C. Perez Erro
- 1966 Tte. Cnel Antonio Perretti
- 1966 Juan C. Picone
- 1972 Ignacio C. Candaosa
- 1973 Juan B.Z. Vitale
- 1975 Alberto Insúa
- 1976 Cap. Raúl Vicente Vittola
- 1976 Joaquín de Aduriz
- 1983 o Dr. Julio César Lozano
- 1987 Edgardo Cabanillas
- 1987 o Dr. Héctor Oscar Scavuzzo
- 1991 Ing. Juan Carlos Amores
- 1995 o Dr. Aldo Luis Mensi
- 1999 o Dr. Aldo Luis Mensi
- 2003 o Dr. Aldo Luis Mensi
- 2005 Omar Berruet
- 2005 o Dr. Aldo Luis Mensi
- 2007 o Dr. Aldo Luis Mensi
- 2009 Carlos Ulises Oreste
- 2015 Carlos Anibal Berterret

## Estradas de acesso

### Rotas provinciais
- Acesso ao município é possível através da Rota Provincial 51 ou da Rota Provincial 85. A cidade está localizada a 517 km da Cidade de Buenos Aires e 127 km por Bahía Blanca, ligada à capital federal e outros centros urbanos através de uma rede de estradas provinciais, principalmente pavimentadas.

### Trem
Serviço de passageiros para Buenos Aires (duas vezes por semana) e Bahia Blanca (duas vezes por semana), operado pela Ferrobaires na Constitución - Bahía Blanca (vía Pringles) linha .com.ar / Horarios / bahia_pringles.htm

### Aviação
- Aeródromo provincial, 38° 01′ 40″ S, 61° 29′ 00″ O, 3 km a sudeste da cidade. En Route 51 km 617 e Pringles acesso a 9 de Julio | Tel + (54) (2922) 46-2488
- Aeroporto comandante Spore, Localização: Bahía Blanca (1 hora de terras) na Rota 3 Norte Ex km 675 | Código IATA: BHI, Categoria: Cabotagem | Tel. + 54 (291) 486-0300